# Too Much Time on My Hands
Too Much Time on My Hands è un singolo del gruppo rock statunitense Styx, pubblicato nel 1981 ed estratto dall'album Paradise Theatre.
La canzone è stata scritta da Tommy Shaw

## Tracce
- 7"

1. Too Much Time on My Hands
2. Queen of Spades

## Formazione
- Tommy Shaw - chitarra, voce
- James "JY" Young - chitarra, cori
- Dennis DeYoung - tastiera, cori
- Chuck Panozzo - basso
- John Panozzo - batteria